# Axevalla län

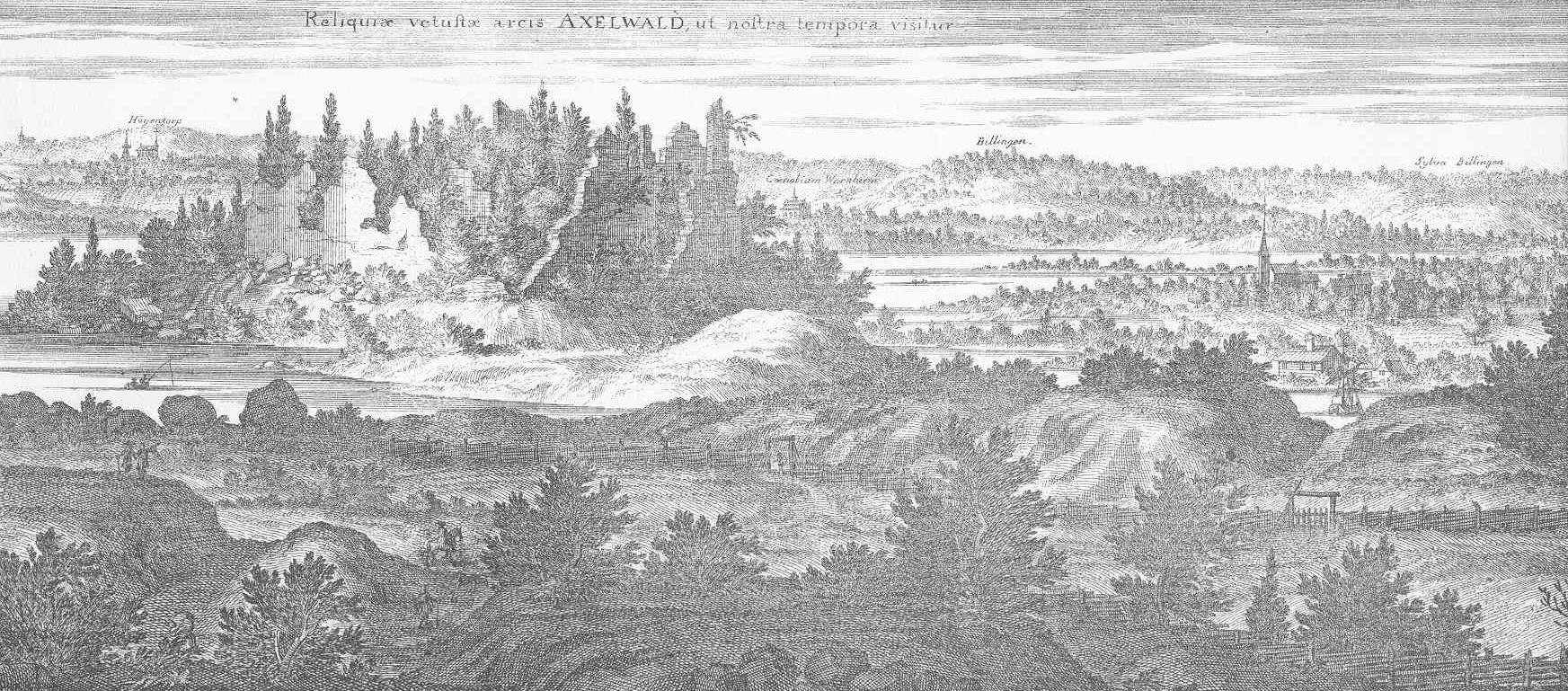
Ruinerna efter Axevalla hus omkring 1700

Axevalla län var ett slottslän i centrala delen av landskapet Västergötland för riksborgen Axevalla hus. Det fanns under drottning Margaretas regeringstid (1389-1412) och upphörde efter att borgen nedbrändes 1469.
Länet omfattade flera härader i centrala delen av landskapet som  Valle, Gudhem och Laske.